# 李奕賡
李奕賡，河南夏邑人，清朝政治人物。貢生出身。
嘉慶十八年，接替赵曾。擔任江蘇荆溪縣知縣。后由何星文接任。